# Родниківка (Компаніївський район)
Родниківка — колишній населений пункт Кіровоградської області колишнього Компаніївського району.

## Стислі відомості
Станом на 1930-ті роки підпорядковувалося Першотравенській сільській раді Компаніївського району.
В часі штучного винищення голодом 1932—1933 років померло не менше 4 людей.
Зникло в другій половині 20 століття.